# Cranves-Sales
Cranves-Sales település Franciaországban, Haute-Savoie megyében. Lakosainak száma 7476 fő (2022. január 1.). Cranves-Sales Annemasse, Arthaz-Pont-Notre-Dame, Boëge, Bonne, Juvigny, Lucinges, Saint-André-de-Boëge, Saint-Cergues, Vétraz-Monthoux és Ville-la-Grand községekkel határos.

## Népesség
A település népességének változása:
| Lakosok száma | 6292 | 6562 | 6861 | 6793 | 6902 | 6975 | 7069 | 7182 | 7476 |
|               | 2013 | 2015 | 2016 | 2017 | 2018 | 2019 | 2020 | 2021 | 2022 |